# Kajakarahu
Kajakarahu est une île d'Estonie.